# Johann Wilhelm Becker
Johann Wilhelm Becker (Wetzlar, 1744 – Francoforte sul Meno, 26 gennaio 1782) è stato un pittore, incisore e litografo tedesco.

## Biografia
Allievo di Christian Wilhelm Ernst Dietrich, si specializzò nella realizzazione di paesaggi e nature morte.
Le sue opere presentano reminiscenze di Christian Hilfgott Brand, Christian Wilhelm Ernst Dietrich e Maximilian Joseph Schinnagl.